# Jani Allan
Jani Allan (Gauteng, 11 de setembro de 1952 – Newtown, 25 de julho de 2023) foi uma jornalista sudafricana. Trabalhava para o jornal The Sunday Times da África do Sul entre 1979 e 1990. Após uma tentativa de assassinato em seu apartamento de Joanesburgo, passou a viver em Inglaterra. Mais tarde mudou-se para os Estados Unidos onde escreveu as suas memórias.
Formou-se na universidade de Witwatersrand.

## Carreira
Em 1987, e numa sondagem de Gallup, foi considerada a "pessoa mais admirada" .
Em Londres trabalhou para jornais como o Evening Standard, The Sunday Times  e The Spectator, un magazine político.
Nos Estados Unidos trabalhou para World Net Daily e para emissoras de rádio.

### Pessoas entrevistadas
Mangosuthu Buthelezi, Winnie Mandela, Eugène Terre'Blanche, Sol Kerzner, Vladimir Tretchikoff, Walter Battiss, Denis Worrall, Pik Botha, Pieter-Dirk Uys, Rian Malan, Elizabeth Klarer, Taubie Kushlick, Bill Haley, Barry Manilow, Goldie Hawn, Roger Moore, Charlton Heston, Ursula Andress e Oliver Reed.

## Vida privada
Esteve casada com Gordon Schachat de 1982 a 1984. Em 2002 viveu com o inventor americano Dr. Peter Kulish, com quem acabaria por casar. Separaram-se ao fim de seis semanas.
Allan, morreu no dia 25 de julho de 2023, aos 70 anos.